# Centena de Fjäre

Localización de la centena de Fjäre en Halland

La centena de Fjäre (en sueco: Fjäre härad) fue una centena  en la provincia histórica Halland, Suecia.
La centena estaba compuesta por las parroquias de Fjärås, Frillesås, Förlanda, Gällinge, Hanhals, Idala,  Landa,  Onsala, Släp, Tölö,  Vallda, Älvsåker y Ölmevalla en el municipio de Kungsbacka y la parroquia de Lindome en el municipio de Mölndal.

Escudo de la centena